# 간기
간기/간키(寛喜, かんぎ/かんき)는 일본의 연호(元号) 중 하나이다.
- 전후 : 안테이(安貞) 이후 - 조에이(貞永) 이전.
- 시기 : 1229년 ~ 1231년
- 천황 : 고호리카와 천황
- 쇼군 : 가마쿠라 막부의 후지와라 노 요리쓰네
- 싯켄 : 호조 야스토키

## 개원(改元)
- 안테이 3년 3월 5일(율리우스력 1229년 3월 31일), 천재지변과 기근에 의해 개원.
- 간키 4년 4월 2일(율리우스력 1232년 4월 23일), 조에이로 개원된다.

## 출전
『후위서(後魏書)』의 「仁興温泉寛興喜楽」.

## 간키 시기에 일어난 일
- 3년
  - 간키 기근.
  - 출가중이었던 쓰치미카도 천황이 붕어하다.

## 서력과의 대조표
| 간키 | 원년   | 2년    | 3년    | 4년    |
| ---- | ------ | ------ | ------ | ------ |
| 서력 | 1229년 | 1230년 | 1231년 | 1232년 |
| 간지 | 기축   | 경인   | 신묘   | 임진   |

## 같이 보기
- 일본의 연호 일람

| 이전 안테이 | 일본의 연호 1229년 ~ 1232년 | 다음 조에이 |